# Rudolf Bönicke
Ernst Rudolf Bönicke (* 26. Dezember 1911 in Augustenburg; † 11. September 1970 im Forschungszentrum Borstel) war ein deutscher Mikrobiologe und Hochschullehrer.

## Leben und Wirken
Rudolf Bönicke war ein Sohn von Friedrich Carl Bönicke (* 21. Dezember 1877 in Giebichenstein; † 10. Dezember 1948 in Norderbrarup) und dessen Ehefrau Helene Martha, geborene Doutz (* 23. April 1880 in Merseburg; † 14. März 1956 in Norderbrarup). Die Eltern waren kurz vor Ausbruch des Ersten Weltkriegs nach Kiel gezogen, wo der Vater als Werkmeister auf der Germaniawerft arbeitete. 
Bönicke wuchs gemeinsam mit fünf älteren Geschwistern in Kiel auf. Nach einem Besuch der Grundschule von 1918 bis 1922 wechselte er auf die Oberrealschule in Kiel-Ellerbek, die er 1931 mit dem Abitur verließ. Anschließend studierte er bis März 1933 an der Pädagogischen Akademie Kiel. Danach arbeitete er als Lehramtskandidat in Angeln. 1934/35 unterrichtete er in Burg auf Fehmarn, von 1936 bis 1939 in Vitzdorf auf Fehmarn und 1939 in Rastorferpassau nahe Preetz.
1939 nahm Bönicke ein Studium der Mathematik und Naturwissenschaften an der Universität Kiel auf. Von 1940 bis 1945 leistete er Kriegsdienst und gehörte bei Kriegsende als Oberleutnant einer Nachrichteneinheit an. Danach studierte er bis 1947 und promovierte zum Dr. rer. nat über „Die Einwirkung geringer ultravioletter Lichtintensitäten auf Mikroorganismen“. Anschließend arbeitete am Institut für Virusforschung in Sielbeck. Vom 13. Oktober 1947 leitete er die mikrobiologische Abteilung des Forschungsinstituts für experimentelle Biologie und Medizin in Borstel.
Nach der Habilitation an der Medizinischen Fakultät der Kieler Universität im Experimenteller Mikrobiologie 1964 erhielt Bönicke am 1. Juli 1969 einen Ruf als außerordentlicher Professor. Vom 1. Juli 1969 bis März unterrichtete er als Gastprofessor an der Loyola University Chicago. 
Bönicke war seit dem 30. Juli 1937 verheiratet mit Elfriede Treimer (* 20. Dezember 1915 in Bannesdorf), mit der er zwei Töchter und zwei Söhne hatte. Er galt als ausgeglichene, tolerante und gütige Persönlichkeit, die über hohe Fähigkeiten in Führung und Organisation verfügte. Er starb plötzlich während einer Festversammlung.

## Wissenschaftliche Arbeiten
Bönicke beschäftigte sich anfangs mit dem umfangreichen Themengebiet der experimentellen Vermehrungshemmung von Mikroorganismen. Dazu gehörte das Vorkommen antibakterieller Substanzen in höheren Pflanzen wie Blütenpflanzen, Farnen und Moosen. Er arbeitete über die Bedeutung, die antibakterielle Stoffe in Gemüse und Pflanzen im Rahmen der Therapie und Infektionsprophylaxe für Mensch und Tier haben und deren Bedeutung durch selektive Ernährung bzw. Fütterung.
Bönicke entwickelte In-vitro-Methoden, die es ermöglichten, den Wert anti-mikrobiell wirksamer Substanzen wie Chemotherapeutika und Antibiotika mikrobiologisch zu ermitteln. Außerdem erforschte er, wie Enzyme des Mikro- und Makroorganismus die Wirksamkeit tuberkulotischer Substanzen in vivo und in vitro beschränken. Zu seinen besonders erwähnenswerten Arbeiten in diesem Gebiet gehören Erkenntnisse über die Instabilität des Isozianids im menschlichen Organismus: mittels Experimenten mit eineiigen und zweieiigen Zwillingen konnte er erstmals die intraindividuelle Konstanz des Isoniazid-Metabolismus und dessen Vererbbarkeit darstellen.
In den letzten zehn bis 15 Lebensjahren forschte Bönicke auch über die Enzymologie von Bakterien. Die von ihm geleitete Abteilung beschäftigte sich mit der enzymatischen Ausrüstung von Mykobakterien und Nocardien, der Bildung von Enzymen, Effektoren der myobakteriellen Enzyme, deren Konzentrierung und chemische Reindarstellung. Die Forschungsergebnisse gingen in zahlreiche Publikationen ein.
Ein Schwerpunkt von Bönickes Forschungstätigkeiten war die Systematik der Gattung Mycobakterium und weiterer Bakteriengattungen, darunter Nocardia oder Candida-Hefen. Daraus entstanden neue kulturelle, enzymatische und biochemische Verfahren. Dazu gehörte ein Nikotinamintest zur Unterscheidung humaner und boviner Tuberkulosebakterienstämme und Verfahren, um beide Species mittels pentacyclischer Carbonsäurehydrazide differenzieren zu können. Hinzu kamen einige biochemische Reihen, darunter die „Amid-Reihe“, die „Diamin-Reihe“, die „o-Diphenol-Reihe“ oder die „Kohlenhydrat-Nitrit-Reduktions-Reihe“. Es handelte sich um Klassifizierungsmethoden, die auf rein mikrobiologischen Kriterien beruhten und von Laboren weltweit aufgegriffen wurden.
In den letzten Jahren vor seinem Tod beschäftigte sich Bönicke auch mit der Bakteriologie der Lepra. Dabei handelte es sich insbesondere um In-vitro-Anzuchten des Krankheitserregers, die in einem neu geschaffenen Laboratorium im Relief Center Bisidimo in Äthiopien vorgenommen wurden.
Bönicke publizierte mehr als 130 wissenschaftliche Arbeiten, die in vielen deutschsprachigen und internationalen Fachzeitschriften zu lesen waren. Seine Ergebnisse gingen in andere Arbeiten unübersehbarer Anzahl ein.
Als Anerkennung für seine Forschungen erhielt Bönicke am 6. März 1970 den Aronson-Preis der Stadt Berlin.